# Miracinonyx
Miracinonyx è un genere di felidi estinti nel Pliocene e Pleistocene.
Chiamato in inglese American cheetah, "ghepardo americano", il genere Miracinonyx è un mistero. Dopo aver vissuto da tre milioni a dieci o ventimila anni fa nell'America settentrionale, questi felini sono noti solo per frammenti di scheletro. Molti paleontologi non li ritengono veri ghepardi, poiché non farebbero parte della sottofamiglia degli Acinonychinae, cui appartengono gli odierni ghepardi.

## Convergenza evolutiva
Di questo genere sono state identificate due specie: Miracinonyx inexpectatus e Miracinonyx trumani. Talvolta, una terza specie,  Miracinonyx studeri, viene aggiunta alla lista. M. trumani era il più simile nella morfologia ai veri ghepardi. Vivendo nelle praterie e nelle pianure dell'America occidentale, erano probabili predatori degli animali ungulati delle Grandi Pianure come le antilocapre. Infatti, si pensa siano la ragione per cui le antilocapre corrono così leste, essendo la loro velocità massima di sessanta miglia orarie molto più elevata del necessario per superare i predatori moderni, come puma e lupi.
M. trumani sembra essere l'esempio perfetto di evoluzione convergente. Mentre le praterie divenivano più comuni sia in Africa sia in America, le specie di felini separate di entrambi i continenti si evolsero per catturare i nuovi erbivori, eccezionalmente veloci. I loro artigli erano diventati solo parzialmente retrattili, per essere usati con una presa migliore ad alte velocità, proprio come i veri ghepardi, che hanno artigli completamente non retrattili.
M. inexpectatus era più simile al puma, con dimensioni comprese tra quelle dei puma moderni e quelle di M. trumani. Essi presentavano artigli completamente retrattili e, sebbene con la loro costituzione snella fossero probabilmente più veloci di un puma, si pensa anche che fossero più esperti ad arrampicarsi di M. trumani.

## Ghepardi o puma?
Anche se entrambe le specie sono simili ai veri ghepardi (quelli del genere Acinonyx) nel fatto che le loro facce erano accorciate e le cavità nasali espanse per una migliore capacità di rifornirsi di ossigeno, ed avevano zampe proporzionate per correre velocemente, pare che queste somiglianze siano convergenti piuttosto che ereditate da un antenato comune. Ci sono studi recenti che comparano il DNA di Miracinonyx ai veri ghepardi e puma. Si è concluso che il Miracinonyx non era strettamente imparentato con il ghepardo africano ma, invece, era un cugino stretto dei puma. Evidentemente, il puma e il M. trumani si separarono da un antenato simile al puma circa tre milioni di anni fa. Non è chiaro dove si inserisca il M. inexpectatus, ma probabilmente era una versione più primitiva di M. trumani.